# کریوان گلسپی
کریوان گلسپی (انگلیسی: Cravon Gillespie؛ زادهٔ ۳۱ ژوئیهٔ ۱۹۹۶) ورزشکار دو و میدانی اهل ایالات متحده آمریکا است.
وی در مسابقات کشوری و بین‌المللی در مجموع برندهٔ ۱ مدال طلا، ۱ مدال برنز شده‌است.